# Birgitte Federspiel
Birgitte Federspiel (Copenhague, 6 de setembro de 1925 - Odense, 2 de fevereiro de 2005) foi uma atriz dinamarquesa de cinema, teatro e televisão. Recebeu dois prêmios Bodil, sendo o primeiro em 1951.
Interpretou papéis notáveis em Ordet (1955) e A Festa de Babette (1987) onde interpretou Martina.